# Guadalupe, San Luis Río Colorado
Guadalupe är en ort i Mexiko.   Den ligger i kommunen San Luis Río Colorado och delstaten Sonora, i den nordvästra delen av landet, 2 100 km nordväst om huvudstaden Mexico City. Guadalupe ligger 11 meter över havet och antalet invånare är 177.
Terrängen runt Guadalupe är mycket platt. Runt Guadalupe är det glesbefolkat, med 19 invånare per kvadratkilometer. Närmaste större samhälle är Guadalupe Victoria, 12,5 km nordväst om Guadalupe. Trakten runt Guadalupe består till största delen av jordbruksmark.